# Pierre Laporte
Pierre Laporte (Montréal, 25 febbraio 1921 – Quebec City, 17 ottobre 1970) è stato un politico canadese, vice-premier e ministro del lavoro della provincia del Québec nel 1970, quando fu catturato e poi ucciso dal Fronte di Liberazione del Québec, un gruppo terroristico in lotta per la creazione di uno stato marxista in Québec.

## Biografia

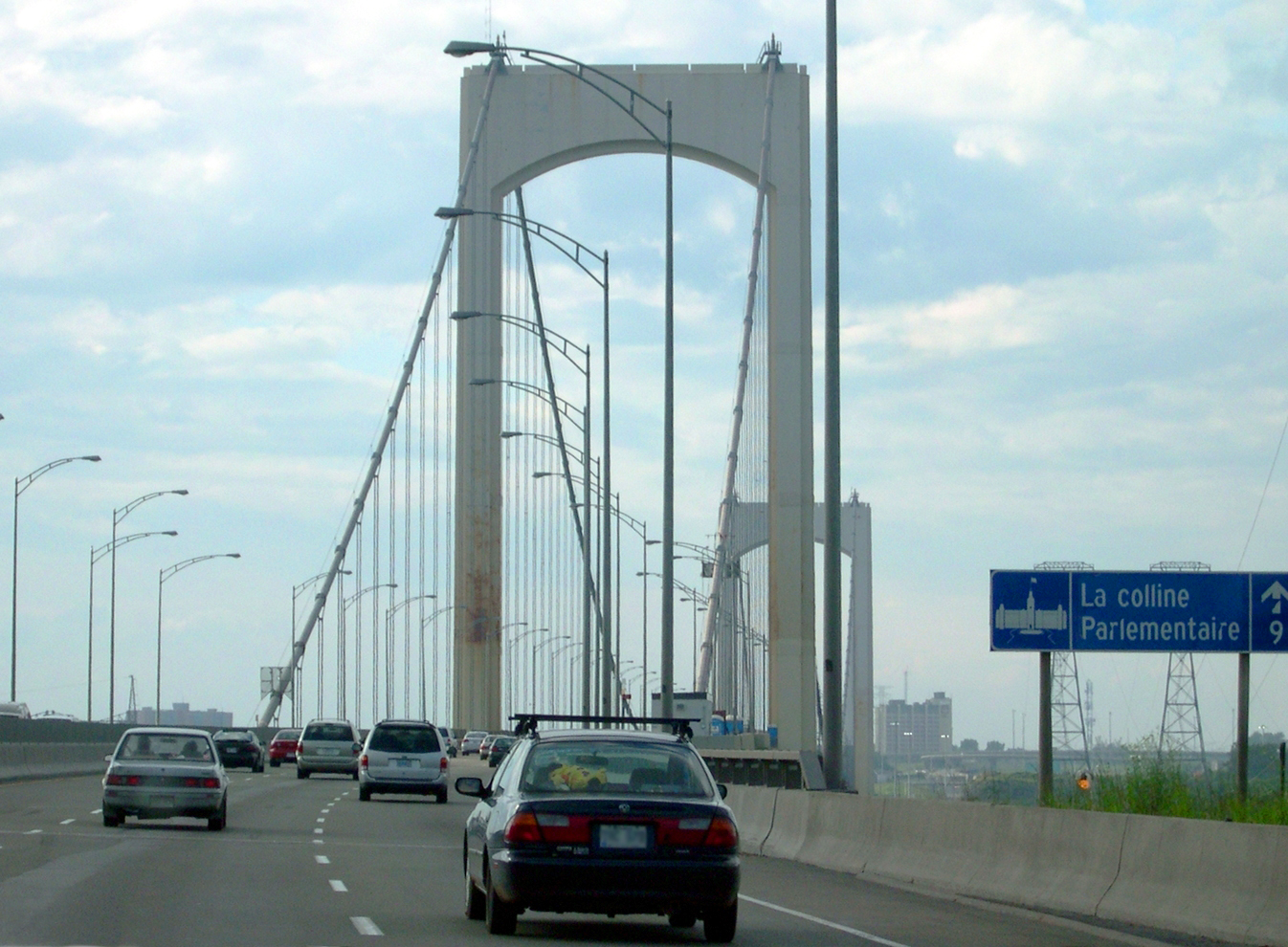
Pierre Laporte Bridge, Quebec, Canada

Pierre Laporte nacque a Montréal, lavorò al quotidiano Le Devoir dal 1945 al 1961 e in quel periodo si distinse per le sue opinioni fortemente contrarie al governo di Maurice Duplessis, all'epoca premier del Québec.
In seguito Laporte fu eletto all'Assemblea nazionale del Québec come membro del Partito Liberale: egli era diventato un esponente di spicco dell'area considerata più a sinistra del suo partito. Nel 1969 si candidò come leader di partito ma perse contro Robert Bourassa, che venne poi eletto Premier e nominò Laporte proprio vice, oltre che ministro del Lavoro.
Il 10 ottobre 1970 Laporte venne rapito mentre giocava a calcio coi propri figli di fronte a casa sua, a Saint-Lambert. I suoi rapitori, membri del Fronte di Liberazione del Québec, lo definirono "ministro della disoccupazione e dell'assimilazione". Questo rapimento, che seguiva quello di James Cross, diplomatico britannico, spinse il Primo Ministro Pierre Trudeau a proclamare il War Measures Act e viene considerato all'origine di quella che è conosciuta come la crisi di ottobre. Sette giorni dopo il suo rapimento, Laporte venne ritrovato morto nel bagagliaio di una macchina. I suoi rapitori furono successivamente arrestati e dovettero scontare condanne comprese fra i sette e gli undici anni di carcere.